# Toran Caudell
Toran Caudell (* 15. Oktober 1982 in Los Angeles) ist ein US-amerikanischer Schauspieler, Synchronsprecher und Songschreiber.

## Leben
Toran Caudell wurde 1982 als Sohn des Schauspielers und Songschreibers Lane Caudell und dessen Frau Mo geboren. Seine Eltern sind inzwischen jedoch geschieden.
Während er in Deutschland vor allem durch seine Rolle des Rod in Eine himmlische Familie auf sich aufmerksam machte, ist seine Stimme in den USA wesentlich bekannter. So war er die Synchronstimme von Arnold, später auch von Wolfgang in der Zeichentrickserie Hey Arnold, außerdem sprach er King Bob in Disneys große Pause.
Als Songschreiber machte er sich vor allem durch das Lied Sweet Sixteen, den Titelsong für MTVs My Super Sweet 16, und weitere Songs für Hilary Duffs Album Metamorphosis einen Namen.

## Filmografie
- 1995: Auf der Suche nach der magischen Maske (Max Is Missing) … als Max
- 1996: Der gläserne Tod (The Killing Jar) … als junger Michael Sanford
- 1996: Johnny Mysto: Boy Wizard … als Johnny Mysto
- 1997–2001: Eine himmlische Familie (7th Heaven) … als Rod, (9 Folgen)
- 1998: Billboard Dad … als Surfer
- 2004: L.A. D.J. … als Skinny Skater
- 2004: The Eavesdropper … als Cameron

### Gastauftritte
- 1995: Roseanne, (Folge 8.8)
- 1996: Moloney als Joe Ballantine Jr., (Folge 1.1)
- 2003: Malcolm mittendrin (Malcolm in the Middle) als Jason, (Folge 4.10)